# Vilt József Ignác
Vilt József Ignác (Esztergom, 1738. július 2. – Fertőrákos, 1813. október 5.) győri püspök.

## Élete
1754-ben tanulmányainak befejezésére a Pázmáneumba küldték. 1761. július 11-én pappá szentelték, majd Pestre került káplánnak. Később a Forgách és a Haller grófi családoknál nevelősködött. 1768-ban vadkerti plébános, 1773-ban szécsényi kerületi alesperes lett. 1778. június 30-án pozsonyi kanonokká és a nagyszombati konviktus igazgatójává, 1779. augusztus 19-én esztergomi kanonokká nevezték ki. 1786-ban érseki helyettes, 1787-ben honti, 1790-ben főszékesegyházi esperes, majd szentgyörgymezei prépost lett.
1800. augusztus 17-én belgrádi püspökké és káptalani helytartóvá szentelték föl, 1806. június 6-án pedig győri püspök lett. Több mint 94 000 forintot adományozott jótékony célra. 1813-ban hunyt el Rákoson (Sopron m.).

## Művei
1. Dictio III. ac Rev. Dni... episcopi Jauriensis... dum regimen almae dioecesis suae Jaurinensis ritu solemni capesseret; habita Jaurini in ecclesia cathedr. die 21. mensis Octobris 1806. Jaurini
2. Hunfredi Ditton Veritas religionis christianae ex Resurrectione Jesu Christi demonstrativo methodo comprobata. Cura et impensis Josepho Vilt. Posonii, 1811
3. Levelei, melyeket pártfogoltjához, Jordánszky Elekhez, a későbbi esztergomi kanonokhoz intézett, az esztergomi káptalan levéltárában vannak.